# دينك جونسون
دينك جونسون (بالإنجليزية: Dink Johnson)‏ هو عازف كلارينيت وعازف بيانو وملحن أمريكي، ولد في 28 أكتوبر 1892 في بيلوكسي في الولايات المتحدة، وتوفي في 29 نوفمبر 1954 في بورتلاند في الولايات المتحدة.

## وصلات خارجية
- دينك جونسون على موقع ميوزك برينز (الإنجليزية)
- دينك جونسون على موقع أول ميوزيك (الإنجليزية)